# 林芝专区
林芝专区，西藏自治区旧专区。南部地区与印度争议地区属于藏南地区的一部分。

## 历史
1960年1月成立塔工专署，同年2月改设林芝专区，专署驻林芝县。将拉绥溪、古如朗木杰溪、加查宗、朗宗、金东溪划归山南专区。原属昌都专区的嘉黎宗、倾多宗、易贡宗、曲宗划入林芝专区。以德木宗西部与觉木宗东部、则拉岗宗东北部合并设林芝县（驻尼池村）；以白玛桂（包括金珠、珞堆卡）设墨脱县；以则拉岗的西南部设米林县；以江达宗设工布达县（驻江达村，即太昭）；以雪喀宗和觉木宗西部设雪巴县（驻雪巴村）；以嘉黎宗设嘉黎县；将倾多宗、易贡宗、曲宗合并设波密县（驻扎木）。林芝专区辖林芝、墨脱、工布江达、雪巴、波密、米林、嘉黎等7县。
1970年废林芝专区，改为林芝地区。